# Stefan Gartenmann
Stefan Gartenmann, né le 2 février 1997 à Roskilde au Danemark, est un footballeur danois qui évolue au poste de défenseur central au Ferencváros TC.

## Biographie

### Carrière en club
Natif de Roskilde, Stefan Gartenmann débute avec le club de sa ville natale, le FC Roskilde, au sein des équipes de jeunes. Il est repéré par le club néerlandais du SC Heerenveen qu'il rejoint en 2013. Mais Gartenmann ne joue aucun match en professionnel avec ces deux clubs. Il retourne au Danemark en juillet 2017 pour s'engager avec SønderjyskE. Le transfert est annoncé dès le mois de mai 2017. C'est avec ce club qu'il fait ses débuts en professionnel le 7 août 2017, en Superligaen, face à l'AGF Århus. Il entre en toute fin de match et son équipe s'impose 3 buts à 0. Ensuite il devient rapidement titulaire sur le côté droit de la défense.
Le 17 août 2018, Gartenmann inscrit son premier but en championnat face au Vendsyssel FF (victoire 2-1 de SønderjyskE).
Le 6 septembre 2018, Gartenmann prolonge son contrat jusqu'à l'été 2022 avec SønderjyskE,.
SønderjyskE parvient à atteindre la finale de la coupe du Danemark en 2020. Gartenmann est titulaire lors de cette rencontre face à l'Aalborg BK, qui a lieu le 1er juillet 2020 à la Blue Water Arena. Son équipe s'impose par deux buts à zéro. Il glane ainsi le premier trophée de sa carrière.
Devenu un joueur régulier à SønderjyskE, jouant quasiment tous les matchs depuis son arrivée au club, Gartenmann annonce en janvier 2022 qu'il ne prolongera pas son contrat, qui expire en juin 2022, et partira donc librement. Le 20 mars 2022, Gartenmann se fait remarquer lors d'une rencontre de championnat face au Randers FC en ouvrant le score sur un geste spectaculaire, une bicycette à la suite d'un corner. Son équipe se fait finalement rejoindre au score et les deux équipes se séparent sur un match nul (1-1). Ce but est en revanche élu but du mois de mars dans le championnat danois.
En fin de contrat avec SønderjyskE, Stefan Gartenmann s'engage librement avec le FC Midtjylland le 28 juin 2022. Le joueur signe un contrat de trois ans,.
Le 15 août 2024, Stefan Gartenmann quitte définitivement le FC Midtjylland afin de s'engager en faveur du club hongrois du Ferencváros TC.

### En sélection
Avec les moins de 19 ans, il inscrit un doublé contre l'Azerbaïdjan en mars 2015, lors des éliminatoires du championnat d'Europe des moins de 19 ans 2015. Il est également à plusieurs reprises capitaine de cette sélection.
Stefan Gartenmann joue son premier match avec l'équipe du Danemark espoirs le 16 janvier 2019, lors d'une victoire des Danois (0-1) face au Mexique.

## Palmarès

### En club
SønderjyskE
- Coupe du Danemark
  - Vainqueur : 2019-2020.
  - Finaliste : 2020-2021.

 Aberdeen FC
- Finaliste de la Coupe de la Ligue écossaise en 2023-2024

 Ferencváros TC
- OTP Bank Liga (1)
  - champion : 2025